# A' katīgoria 2022-2023 (pallavolo femminile)
L'A' katīgoria 2022-2023, 45ª edizione della massima serie del campionato cipriota di pallavolo femminile si è svolta dal 25 ottobre 2022 al 21 marzo 2023: al torneo hanno partecipato otto squadre di club cipriote e la vittoria finale è andata per la seconda volta all'Olympiada Neapolīs.

## Regolamento

### Formula
Le squadre hanno disputato un girone all'italiana, con gare di andata e ritorno, per un totale di quattordici giornate; al termine della regular season:
- Le prime quattro classificate hanno disputato la pool scudetto, strutturata con un girone all'italiana, con gare di andata e ritorno, per un totale di ulteriori sei giornate, mantenendo tutti i punti conseguiti nella regular season: la squadra prima classificata ha ottenuto il titolo di Campione di Cipro;
- Le squadre classificate dal quinto all'ottavo posto hanno disputato la pool retrocessione, strutturata con un girone all'italiana, con gare di andata e ritorno, per un totale di ulteriori sei giornate, mantenendo tutti i punti conseguiti nella regular season: la squadra ultima classificata è retrocessa in B1' katīgoria[2].

### Criteri di classifica
Se il risultato finale è stato di 3-0 o 3-1 sono stati assegnati 3 punti alla squadra vincente e 0 a quella sconfitta, se il risultato finale è stato di 3-2 sono stati assegnati 2 punti alla squadra vincente e 1 a quella sconfitta.
L'ordine del posizionamento in classifica è stato definito in base a:
- Punti;
- Numero di partite vinte;
- Differenza dei set vinti e persi;
- Ratio dei set vinti/persi;
- Differenza dei punti realizzari e subiti;
- Ratio dei punti realizzati/subiti;
- Risultato degli scontri diretti[2].

## Squadre partecipanti
| Club               | Stagione | Città    | Impianto                         | Stagione precedente |
| ------------------ | -------- | -------- | -------------------------------- | ------------------- |
| AEL Limassol       | dettagli | Limassol | Kleisto Stadio Nikos Solōmonidīs | 3ª in A' katīgoria  |
| Anorthōsīs         | dettagli | Nicosia  | Sōtīreio Athlītiko Kentro        | 4ª in A' katīgoria  |
| Apollōn Limassol   | dettagli | Limassol | Apollon Hall                     | Campione di Cipro   |
| Arīs Polemiou      | dettagli | Pafo     | Aithousa Gymnasiou Polemiou      | 1ª in B' katīgoria  |
| Dikefalos Geriou   | dettagli | Nicosia  | Iona kai Kolokasi                | 6ª in A' katīgoria  |
| Lemesos            | dettagli | Limassol | Polemidiōn Lykeio                | 7ª in A' katīgoria  |
| Nea Salamis        | dettagli | Limassol | Gymnasio Agiou Neofytou          | 5ª in A' katīgoria  |
| Olympiada Neapolīs | dettagli | Nicosia  | Neapolis Epistrofi               | 2ª in A' katīgoria  |

## Torneo

### Regular season

#### Risultati
| Prima giornata |                                    |     |                                   |
|                |                                    |     |                                   |
| 25-10          | Lemesos - Apollon Limassol         | 1-3 | 25-23, 25-27, 20-25, 16-25        |
| 25-10          | Olympiada Neapolīs - Arīs Polemiou | 3-0 | 25-21, 25-19, 25-17               |
| 25-10          | Anorthōsīs - Dikefalos Geriou      | 3-0 | 25-18, 25-22, 25-23               |
| 25-10          | AEL Limassol - Nea Salamis         | 3-2 | 16-25, 25-21, 22-25, 25-18, 15-11 |

| Seconda giornata |                                 |     |                                   |
|                  |                                 |     |                                   |
| 01-11            | Apollon Limassol - Nea Salamis  | 3-2 | 16-25, 25-15, 25-14, 17-25, 15-10 |
| 01-11            | Dikefalos Geriou - AEL Limassol | 1-3 | 25-13, 17-25, 18-25, 11-25        |
| 01-11            | Olympiada Neapolīs - Anorthōsīs | 3-0 | 25-15, 25-15, 25-16               |
| 01-11            | Lemesos - Arīs Polemiou         | 3-0 | 25-9, 25-16, 25-21                |

| Terza giornata |                                   |     |                            |
|                |                                   |     |                            |
| 08-11          | Arīs Polemiou - Apollon Limassol  | 0-3 | 12-25, 17-25, 12-25        |
| 08-11          | Anorthōsīs - Lemesos              | 1-3 | 29-31, 25-8, 14-25, 19-25  |
| 12-11          | Nea Salamis - Dikefalos Geriou    | 3-1 | 18-25, 25-16, 25-23, 25-14 |
| 12-11          | AEL Limassol - Olympiada Neapolīs | 0-3 | 20-25, 20-25, 23-25        |

| Quarta giornata |                                     |     |                     |
|                 |                                     |     |                     |
| 15-11           | Apollon Limassol - Dikefalos Geriou | 3-0 | 25-17, 25-12, 25-12 |
| 15-11           | Olympiada Neapolīs - Nea Salamis    | 3-0 | 25-19, 25-13, 25-8  |
| 15-11           | Lemesos - AEL Limassol              | 0-3 | 19-25, 22-25, 17-25 |
| 15-11           | Arīs Polemiou - Anorthōsīs          | 0-3 | 22-25, 14-25, 16-25 |

| Quinta giornata |                                       |     |                            |
|                 |                                       |     |                            |
| 10-12           | Anorthōsīs - Apollon Limassol         | 1-3 | 15-25, 25-19, 18-25, 22-25 |
| 22-11           | AEL Limassol - Arīs Polemiou          | 3-0 | 25-16, 25-18, 25-20        |
| 22-11           | Nea Salamis - Lemesos                 | 3-1 | 25-22, 29-27, 18-25, 25-23 |
| 22-11           | Dikefalos Geriou - Olympiada Neapolīs | 0-3 | 12-25, 11-25, 13-25        |

| Sesta giornata |                                       |     |                            |
|                |                                       |     |                            |
| 17-12          | Apollon Limassol - Olympiada Neapolīs | 3-1 | 23-25, 25-22, 25-21, 25-18 |
| 29-11          | Lemesos - Dikefalos Geriou            | 3-1 | 25-15, 17-25, 25-23, 25-18 |
| 29-11          | Arīs Polemiou - Nea Salamis           | 1-3 | 25-15, 25-27, 12-25, 25-27 |
| 03-12          | Anorthōsīs - AEL Limassol             | 1-3 | 20-25, 23-25, 25-17, 21-25 |

| Settima giornata |                                  |     |                            |
|                  |                                  |     |                            |
| 14-01            | AEL Limassol - Apollon Limassol  | 1-3 | 18-25, 25-22, 18-25, 23-25 |
| 06-12            | Nea Salamis - Anorthōsīs         | 3-0 | 25-20, 25-22, 25-20        |
| 06-12            | Dikefalos Geriou - Arīs Polemiou | 0-3 | 24-26, 14-25, 18-25        |
| 06-12            | Olympiada Neapolīs - Lemesos     | 3-0 | 25-11, 25-7, 25-15         |

| Ottava giornata |                                    |     |                                   |
|                 |                                    |     |                                   |
| 13-12           | Apollon Limassol - Lemesos         | 3-1 | 25-15, 22-25, 28-26, 25-19        |
| 13-12           | Olympiada Neapolīs - Arīs Polemiou | 3-1 | 25-13, 11-25, 25-10, 25-16        |
| 13-12           | Dikefalos Geriou - Anorthōsīs      | 2-3 | 20-25, 21-25, 25-22, 26-24, 10-15 |
| 13-12           | Nea Salamis - AEL Limassol         | 1-3 | 19-25, 25-23, 22-25, 23-25        |

| Nona giornata |                                 |     |                                   |
|               |                                 |     |                                   |
| 20-12         | Nea Salamis - Apollon Limassol  | 0-3 | 15-25, 18-25, 16-25               |
| 20-12         | AEL Limassol - Dikefalos Geriou | 3-0 | 25-19, 25-16, 25-21               |
| 20-12         | Anorthōsīs - Olympiada Neapolīs | 1-3 | 16-25, 25-27, 25-19, 23-25        |
| 20-12         | Arīs Polemiou - Lemesos         | 2-3 | 25-23, 26-24, 26-28, 15-25, 13-15 |

| Decima giornata |                                   |     |                     |
|                 |                                   |     |                     |
| 10-01           | Apollon Limassol - Arīs Polemiou  | 3-0 | 25-18, 25-13, 25-19 |
| 10-01           | Lemesos - Anorthōsīs              | 0-3 | 17-25, 19-25, 14-25 |
| 10-01           | Dikefalos Geriou - Nea Salamis    | 0-3 | 18-25, 10-25, 14-25 |
| 21-01           | Olympiada Neapolīs - AEL Limassol | 3-0 | 25-22, 25-21, 25-18 |

| Undicesima giornata |                                     |     |                                  |
|                     |                                     |     |                                  |
| 17-01               | Dikefalos Geriou - Apollon Limassol | 0-3 | 19-25, 23-25, 10-25              |
| 17-01               | Nea Salamis - Olympiada Neapolīs    | 2-3 | 10-25, 25-21, 19-25, 25-21, 9-15 |
| 17-01               | AEL Limassol - Lemesos              | 3-0 | 25-18, 25-19, 25-13              |
| 17-01               | Anorthōsīs - Arīs Polemiou          | 3-0 | 25-21, 25-19, 25-18              |

| Dodicesima giornata |                                       |     |                                  |
|                     |                                       |     |                                  |
| 24-01               | Apollon Limassol - Anorthōsīs         | 3-2 | 21-25, 25-14, 21-25, 25-16, 15-3 |
| 24-01               | Arīs Polemiou - AEL Limassol          | 0-3 | 19-25, 17-25, 19-25              |
| 24-01               | Lemesos - Nea Salamis                 | 3-2 | 9-25, 25-15, 25-22, 21-25, 15-11 |
| 24-01               | Olympiada Neapolīs - Dikefalos Geriou | 3-0 | 25-13, 25-19, 25-12              |

| Tredicesima giornata |                                       |     |                                   |
|                      |                                       |     |                                   |
| 31-01                | Olympiada Neapolīs - Apollon Limassol | 3-0 | 25-20, 25-15, 25-21               |
| 31-01                | Dikefalos Geriou - Lemesos            | 3-0 | 26-24, 25-15, 25-20               |
| 31-01                | Nea Salamis - Arīs Polemiou           | 3-0 | 25-17, 25-19, 25-19               |
| 31-01                | AEL Limassol - Anorthōsīs             | 2-3 | 13-25, 25-20, 24-26, 25-16, 15-17 |

| Quattordicesima giornata |                                  |     |                                  |
|                          |                                  |     |                                  |
| 07-02                    | Apollon Limassol - AEL Limassol  | 3-2 | 24-26, 23-25, 25-22, 25-16, 15-7 |
| 07-02                    | Anorthōsīs - Nea Salamis         | 3-1 | 20-25, 25-13, 25-20, 25-23       |
| 07-02                    | Arīs Polemiou - Dikefalos Geriou | 3-1 | 25-19, 25-22, 21-25, 25-21       |
| 07-02                    | Lemesos - Olympiada Neapolīs     | 0-3 | 21-25, 15-25, 20-25              |

#### Classifica
| Pos. | Squadra            | Pt | G  | V  | P  | SV | SP | Ratio | PF    | PS    | Ratio |
| ---- | ------------------ | -- | -- | -- | -- | -- | -- | ----- | ----- | ----- | ----- |
| 1.   | Olympiada Neapolīs | 38 | 14 | 13 | 1  | 40 | 7  | 5,714 | 1 125 | 831   | 1,354 |
| 2.   | Apollōn Limassol   | 36 | 14 | 13 | 1  | 39 | 14 | 2,786 | 1 237 | 997   | 1,241 |
| 3.   | AEL Limassol       | 28 | 14 | 9  | 5  | 32 | 20 | 1,600 | 1 162 | 1 085 | 1,071 |
| 4.   | Nea Salamis        | 22 | 14 | 6  | 8  | 28 | 27 | 1,037 | 1 143 | 1 167 | 0,979 |
| 5.   | Anorthōsīs         | 20 | 14 | 7  | 7  | 27 | 26 | 1,038 | 1 146 | 1 136 | 1,009 |
| 6.   | Lemesos            | 13 | 14 | 5  | 9  | 18 | 33 | 0,545 | 1 040 | 1 165 | 0,893 |
| 7.   | Arīs Polemiou      | 7  | 14 | 2  | 12 | 10 | 37 | 0,270 | 896   | 1 113 | 0,805 |
| 8.   | Dikefalos Geriou   | 4  | 14 | 1  | 13 | 9  | 39 | 0,231 | 885   | 1 140 | 0,776 |

      Qualificata alla pool scudetto
      Qualificata alla pool retrocessione

### Pool scudetto

#### Risultati
| Prima giornata |                                  |     |                     |
|                |                                  |     |                     |
| 14-02          | Nea Salamis - Olympiada Neapolīs | 0-3 | 16-25, 15-25, 20-25 |
| 14-02          | AEL Limassol - Apollon Limassol  | 0-3 | 22-25, 23-25, 20-25 |

| Seconda giornata |                                       |     |                                   |
|                  |                                       |     |                                   |
| 21-02            | Nea Salamis - AEL Limassol            | 2-3 | 25-17, 24-26, 25-20, 20-25, 10-15 |
| 21-02            | Olympiada Neapolīs - Apollon Limassol | 2-3 | 22-25, 25-17, 25-21, 23-25, 9-15  |

| Terza giornata |                                   |     |                     |
|                |                                   |     |                     |
| 01-03          | Apollon Limassol - Nea Salamis    | 3-0 | 25-22, 25-14, 25-14 |
| 01-03          | AEL Limassol - Olympiada Neapolīs | 0-3 | 22-25, 18-25, 15-25 |

| Quarta giornata |                                       |     |                     |
|                 |                                       |     |                     |
| 07-03           | Apollon Limassol - Olympiada Neapolīs | 0-3 | 23-25, 24-26, 18-25 |
| 07-03           | AEL Limassol - Nea Salamis            | 3-0 | 25-17, 25-23, 25-15 |

| Quinta giornata |                                   |     |                     |
|                 |                                   |     |                     |
| 14-03           | Olympiada Neapolīs - AEL Limassol | 3-0 | 25-17, 25-21, 25-16 |
| 14-03           | Nea Salamis - Apollon Limassol    | 0-3 | 13-25, 16-25, 19-25 |

| Sesta giornata |                                  |     |                                  |
|                |                                  |     |                                  |
| 21-03          | Apollon Limassol - AEL Limassol  | 3-2 | 21-25, 23-25, 25-13, 25-17, 15-8 |
| 21-03          | Olympiada Neapolīs - Nea Salamis | 3-1 | 27-25, 25-18, 21-25, 26-24       |

#### Classifica
| Pos. | Squadra            | Pt | G  | V  | P  | SV | SP | Ratio | PF    | PS    | Ratio |
| ---- | ------------------ | -- | -- | -- | -- | -- | -- | ----- | ----- | ----- | ----- |
| 1.   | Olympiada Neapolīs | 54 | 20 | 18 | 2  | 57 | 11 | 5,182 | 1 629 | 1 251 | 1,302 |
| 2.   | Apollōn Limassol   | 49 | 20 | 18 | 2  | 54 | 21 | 2,571 | 1 739 | 1 428 | 1,218 |
| 3.   | AEL Limassol       | 34 | 20 | 11 | 9  | 40 | 34 | 1,176 | 1 602 | 1 578 | 1,015 |
| 4.   | Nea Salamis        | 23 | 20 | 6  | 14 | 31 | 45 | 0,689 | 1 543 | 1 669 | 0,925 |

      Campione di Cipro

### Pool retrocessione

#### Risultati
| Prima giornata |                               |     |                                   |
|                |                               |     |                                   |
| 14-02          | Dikefalos Geriou - Anorthōsīs | 0-3 | 19-25, 22-25, 15-25               |
| 14-02          | Arīs Polemiou - Lemesos       | 2-3 | 25-22, 13-25, 27-25, 25-27, 14-16 |

| Seconda giornata |                                  |     |                                   |
|                  |                                  |     |                                   |
| 21-02            | Dikefalos Geriou - Arīs Polemiou | 3-2 | 23-25, 25-22, 25-18, 25-27, 15-10 |
| 21-02            | Anorthōsīs - Lemesos             | 3-1 | 25-18, 25-22, 16-25, 25-21        |

| Terza giornata |                            |     |                     |
|                |                            |     |                     |
| 01-03          | Lemesos - Dikefalos Geriou | 3-0 | 25-21, 25-23, 25-14 |
| 01-03          | Arīs Polemiou - Anorthōsīs | 0-3 | 22-25, 22-25, 17-25 |

| Quarta giornata |                                  |     |                            |
|                 |                                  |     |                            |
| 07-03           | Lemesos - Anorthōsīs             | 1-3 | 25-22, 15-25, 16-25, 17-25 |
| 07-03           | Arīs Polemiou - Dikefalos Geriou | 3-0 | 25-22, 25-20, 25-22        |

| Quinta giornata |                            |     |                                   |
|                 |                            |     |                                   |
| 14-03           | Anorthōsīs - Arīs Polemiou | 3-2 | 18-25, 25-20, 23-25, 25-20, 18-16 |
| 14-03           | Dikefalos Geriou - Lemesos | 0-3 | 12-25, 12-25, 12-25               |

| Sesta giornata |                               |     |                     |
|                |                               |     |                     |
| 21-03          | Anorthōsīs - Dikefalos Geriou | 3-0 | 25-13, 25-18, 25-15 |
| 21-03          | Lemesos - Arīs Polemiou       | 3-0 | 25-23, 25-23, 25-20 |

#### Classifica
| Pos. | Squadra          | Pt | G  | V  | P  | SV | SP | Ratio | PF    | PS    | Ratio |
| ---- | ---------------- | -- | -- | -- | -- | -- | -- | ----- | ----- | ----- | ----- |
| 1.   | Anorthōsīs       | 37 | 20 | 13 | 7  | 45 | 30 | 1,500 | 1 668 | 1 564 | 1,066 |
| 2.   | Lemesos          | 24 | 20 | 9  | 11 | 32 | 41 | 0,780 | 1 539 | 1 617 | 0,952 |
| 3.   | Arīs Polemiou    | 13 | 20 | 3  | 17 | 19 | 52 | 0,365 | 1 410 | 1 664 | 0,847 |
| 4.   | Dikefalos Geriou | 6  | 20 | 2  | 18 | 12 | 56 | 0,214 | 1 258 | 1 617 | 0,778 |

      Retrocessa in B1' katīgoria

## Classifica finale
| Pos | Squadra            | Qualificazione          |
| --- | ------------------ | ----------------------- |
|     | Olympiada Neapolīs | Challenge Cup 2023-24   |
| 2   | Apollōn Limassol   |                         |
| 3   | AEL Limassol       |                         |
| 4   | Nea Salamis        |                         |
| 5   | Anorthōsīs         |                         |
| 6   | Lemesos            |                         |
| 7   | Arīs Polemiou      |                         |
| 8   | Dikefalos Geriou   | B1' katīgoria 2023-2024 |